# Friedrich Heinrich Jacobi
Friedrich Heinrich Jacobi (Düsseldorf, 25 de gener de 1743 - Múnic, 10 de març de 1819) va ser un filòsof alemany. El punt central de la filosofia de Jacobi era la necessitat d'anar més enllà del coneixement demostrable, més enllà del saber intel·lectual per arribar a un coneixement immediat de l'absolut. El pensament conceptual era sospitós i Jacobi oposava a aquest la primacia de la creença i del sentiment. Però, per a ell, la fe no equival necessàriament a la creença en realitats transcendents o ocultes, es tracta de certeses immediates, com ara l'existència del nostre ésser i d'altres éssers, certeses que fonamentarien el pensament discursiu.
Després de treballar com a comerciant i conseller de finances dels ducats de Berg i Juliers, es va dedicar a la filosofia, convertint-se en President de l'Acadèmia de Ciències de Baviera, des del 1807 al 1813. A la casa de camp en Pempelfort, prop de Düsseldorf, rebia l'elit intel·lectual de l'Alemanya del seu temps. Especialment lligat a Johann Gottfried Herder, Johann Georg Hamann i Goethe. Deixeble de Jean-Jacques Rousseau, Jacobi va combatre vivament als hereus idealistes de Kant, particularment Johann Gottlieb Fichte i Friedrich Schelling. Un dels seus deixebles més destacats va ser Carl August von Eschenmayer, que també va polemitzar amb Schelling.